# Сёмин, Роман Андреевич
Роман Андреевич Сёмин (12 декабря 1996) — российский тяжелоатлет. Призёр чемпионатов России 2019, 2023 и 2024 годов в категории до 81 кг. Мастер спорта России.

## Биография
Родился 12 декабря 1996 года. Проживал в посёлке Молочный Мурманской области, здесь же стал заниматься тяжёлой атлетикой. В дальнейшем поступил в школу олимпийского резерва. Воспитанник Санкт-Петербургского ГБПОУ «УОР № 2».
В августе 2014 года присвоено звание «Мастер спорта России».
На чемпионате России в 2019 году в Новосибирске в категории до 81 кг стал бронзовым призёром.
В 2023 году на национальном чемпионате по тяжёлой атлетике в Новом Уренгое в весовой категории до 81 кг завоевал серебряную медаль с результатом 331 кг по сумме двух упражнений.
На чемпионате России по тяжёлой атлетике 2024 года, который состоялся в Новосибирске, Сёмин вновь стал серебряным призёром чемпионата России в весовой категории до 81 кг. Общий вес на штанге по сумме двух упражнений — 321 килограммов.

## Основные результаты
| Год  | Соревнования     | Место проведения | Весовая категория | Рывок, кг | Толчок, кг | Сумма, кг | Место |
| ---- | ---------------- | ---------------- | ----------------- | --------- | ---------- | --------- | ----- |
| 2019 | Чемпионат России | Новосибирск      | до 81 кг          | 146       | 173        | 319       | 3     |
| 2023 | Чемпионат России | Новый Уренгой    | до 81 кг          | 154       | 177        | 331       | 2     |
| 2024 | Чемпионат России | Новосибирск      | до 81 кг          | 149       | 172        | 321       | 2     |